# Veleboř
Veleboř (německy Welleborsch) je částí obce Klopina v okrese Šumperk. Nachází se asi 2 km na sever od Klopiny. V roce 2009 zde bylo evidováno 64 adres. V roce 2001 zde trvale žilo 122 obyvatel.
Veleboř je také název katastrálního území o rozloze 7,77 km2.

## Název
Základem jména vesnice bylo osobní jméno Velebor (v jehož druhé části byl obsažen základ slovesa bráti - "bojovat"). Jméno vesnice bylo původně v mužském rodě a jeho význam byl "Veleborův majetek".

## Historie
První písemná zmínka o vesnici pochází z roku 1366.